# 1988 BP3
1988 BP3 är en asteroid i huvudbältet som upptäcktes den 18 januari 1988 av den belgiske astronomen Henri Debehogne vid La Silla-observatoriet.
Den har den diameter på ungefär 10 kilometer.